# کوتوله‌پروازان کیسه‌دار
کوتوله‌پروازان کیسه‌دار (نام علمی: Acrobatidae) نام تیره کوچکی از پستانداران کیسه‌دار است که در زیرراسته درخت‌نوردسانان کیسه‌دار قرار دارند. ۲ گونه در ۲ سردهٔ گوناگون در این تیره وجود دارند که در استرالیا و گینه نو زندگی می‌کنند.

## رده‌بندی
- تیره کوتوله‌پروازان کیسه‌دار
  - سرده کوتوله‌پروازها، Acrobates
    - بادپر پردم، Acrobates pygmaeus

  - سرده صاریغ‌های پردم، Distoechurus
    - صاریغ پردم، Distoechurus pennatus